# پرتس-لاند
پرتس-لاند (به آلمانی: Amt Preetz-Land) یک منطقهٔ مسکونی در آلمان است که در شلسویگ-هولشتاین واقع شده‌است. پرتس-لاند ۹٬۹۰۹ نفر جمعیت دارد.